# Centro Ciência Viva do Lousal
O Centro Ciência Viva do Lousal "Mina de Ciência" localiza-se na aldeia do Lousal, freguesia de Azinheira dos Barros e São Mamede do Sádão, concelho de Grândola, distrito de Setúbal, Portugal.

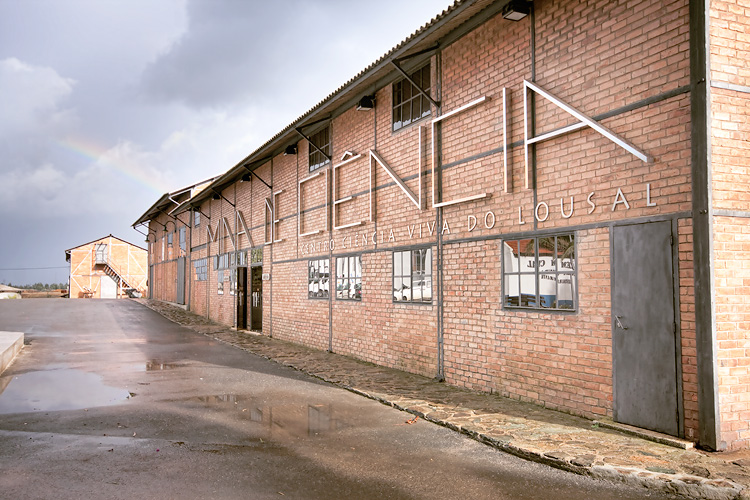
Vista exterior do Centro Ciência Viva do Lousal.

Assente no paradigma da moderna museologia da ciência, como espaço interactivo de divulgação científica e tecnológica, o Centro Ciência Viva do Lousal-"Mina de Ciência" privilegia as áreas da Geologia, da Física, da Biologia, da Química e da Computação Gráfica , sendo parte integrante da Rede Nacional de Centros Ciência Viva.
O Centro - inaugurado oficialmente em 30 de Junho de 2010  - resulta de uma parceria entre a Fundação Frédéric Velge (constituída pela Câmara Municipal de Grândola e pela empresa SAPEC), a Faculdade de Ciências da Universidade de Lisboa, o ISCTE e a Agência Nacional para a Cultura Científica e Tecnológica , estando sob a tutela da Associação Ciência Viva do Lousal.

## O edifício
O Centro está localizado num edifício outrora associado à actividade mineira e onde funcionavam o Gabinete de Geologia, o Armazém do Óleo, a Casa do Ponto, a Casa das Lanternas, a Casa dos Equipamentos de Trabalho e o Balneário.

## Exposições e actividades regulares
O edifício sofreu algumas adaptações para funcionar como espaço de divulgação da cultura científica e tecnológica, disponibilizando diversas valências: áreas expositivas (Lousal, sempre Lousal; Mina de Ciência), Cybercafé, Auditório (Fazer Fitas com a Ciência), Loja, espaços recreativos (Mina p`ra gente pequena), Miradouro, jogos educativos (Quem Tem Olhos P´rós Minerais? e Ciência Viva On The Rocks), assim como módulos interactivos localizados nos espaços do Banho de Ciência e das Ciências do Virtual.
São também realizadas saídas de campo, salientando-se a "Visita à Mina". Esta actividade consiste num percurso pedestre, de dificuldade intermédia, com a extensão de cerca de 0,7 km, ao longo de 2 horas, cujo objectivo é mostrar o enquadramento geológico da área do Lousal, incluindo a antiga exploração a céu aberto. (mediante marcação para grupos superiores a 15 pessoas)

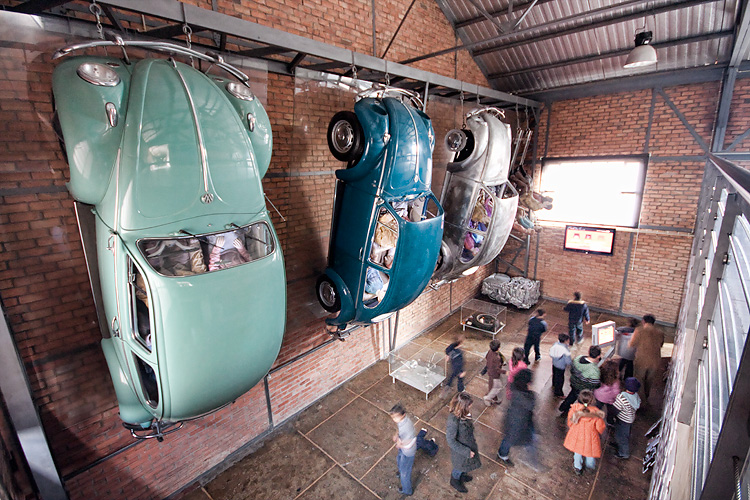
Espaço Sem Terra não há Carochas.

Os módulos interactivos são os seguintes:

### Geologia
- Sem Terra não há Carochas
- A forja de Vulcano
- Um espectáculo de cortar a respiração
- Caixas para compreender a Terra
- Paisagens minerais
- Minérios, mistérios e outros assuntos sérios
- As histórias que os minerais contam
- Minérios na intimidade
- As pedras e o toque
- Detectando minérios ocultos

### Biologia
- Intraterrestres e vida nos extremos
- Vida aquática nas trevas
- Vida aquática à luz do Sol

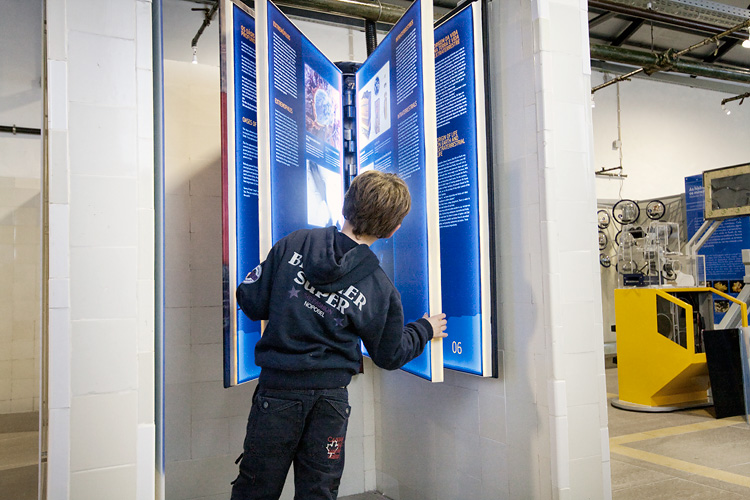
Espaço Banho de Ciência.

- A natureza também brinca ao "quarto escuro"
- O mundo de pernas para o ar!
- Vigilantes da Natureza

### Física
- Brincar com a luz
- Mangueira da luz
- Guiar a luz

### Química
- Aqui há bruxas!!-Laboratorium

### Realidade virtual
- Ciências do Virtual
- "A GRUTA Virtual" (CAVE Hollowspace)
- Máquina do Tempo

## Outras actividades
Desde a abertura em 2010, o Centro Ciência Viva do Lousal tem promovido, no âmbito da sua programação, diversas actividades complementares, com destaque para as seguintes:
- Há Química na Mina: Abertura do Ano Internacional da Química [7];
- A Mina de Ciência vai…à Biblioteca[8];
- Alquimia dos Minerais: Da cor do fogo à espectrometria Raman [9];
- A Mina Vista do Céu [10];
- À Descoberta do Montado [11];
- Experiência Global / Dia Mundial da Água 2011.[12]

Por outro lado, o Centro Centro Ciência Viva do Lousal tem desenvolvido actividades referentes à área da Geologia, Biologia e Astronomia integradas no projecto Ciência Viva no Verão